# Aïn Laloui
Ain Laloui là một đô thị thuộc tỉnh Bouira, Algérie. Dân số thời điểm năm 2002 là 5.893 người.